# Basilika Saint-Michel

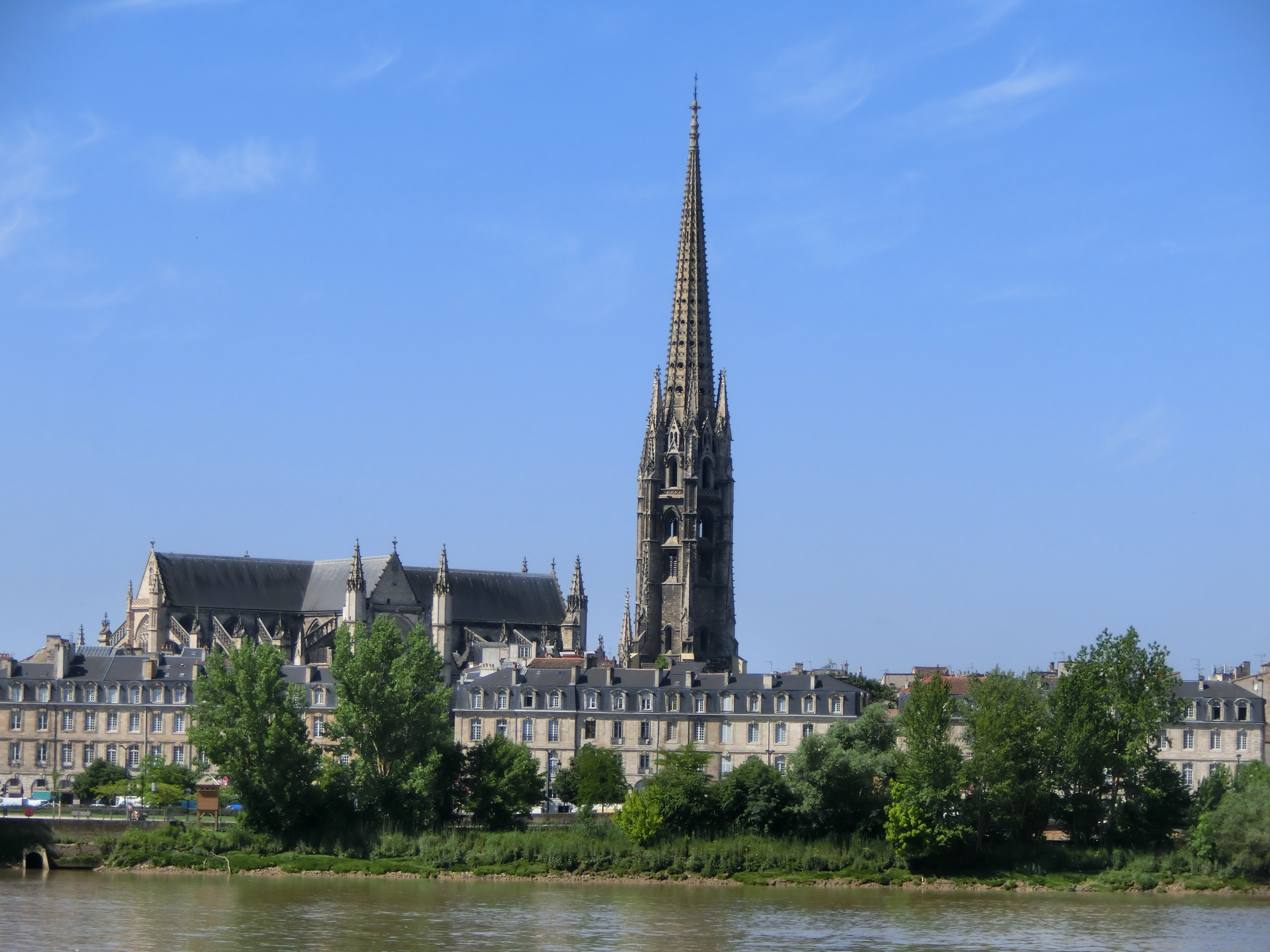
Basilika über die Garonne gesehen

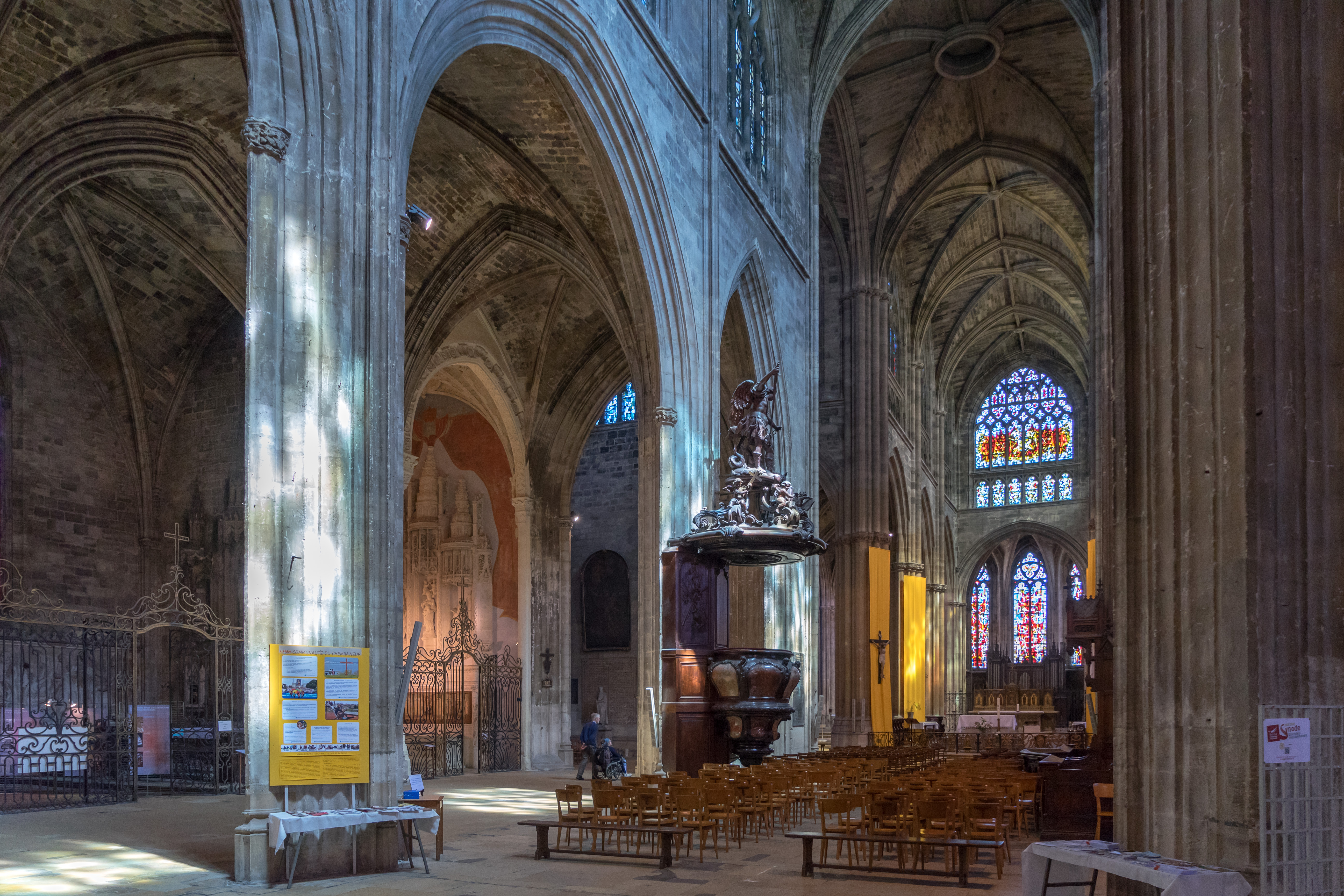
Innenraum der Basilika

Die Basilika Saint-Michel (französisch Basilique St-Michel) ist eine römisch-katholische Kirche in Bordeaux im Südwesten Frankreichs. Sie gehört zum Erzbistum Bordeaux und ist dem Erzengel Michael gewidmet. Sie gilt als Station des Jakobswegs Via Turonensis und gehört damit seit 1998 zum UNESCO-Welterbe.

## Geschichte
Mit einer Länge von 75 Metern und einer Breite von 38 Metern ist die Basilika Saint-Michel nach der Kathedrale von Bordeaux eine der größten Kirchen von Bordeaux. Sie wurde zum Großteil im 14. und 15. Jahrhundert gebaut, als Fertigstellungsjahre werden 1473 und 1493 angegeben. Das 23 Meter hohe Kirchenschiff mit den Buntglasfenstern aus dem 20. Jahrhundert, die im Zweiten Weltkrieg vollständig zerstört wurden, besitzt 17 kunstvolle Seitenaltäre, etwa für den Apostel Jakobus den Älteren.

## Kirchturm
Zur Sankt-Michaels-Basilika gehört der 114 Meter hohe Glockenturm vor dem Portal, der aufgrund seiner markanten Form auch „flèche“, „Pfeil“, genannt wird und die Basilika Saint-Michel lange Zeit zum höchsten Bau von Bordeaux machte. Der nach wie vor höchste Glockenturm Südfrankreichs überragt die Zwillingstürme der André-Kathedrale noch einmal um fast 25 Meter.

## Würdigung
Die Kirche ist seit 1846 als Monument historique ausgewiesen. Am 1. April 1903 erhob Papst Leo XIII. die Kirche in den Rang einer Basilica minor.